# Змінні типу ZZ Кита
Пульсуючі білі карлики (або змінні типу ZZ Кита) — це підклас білих карликів, які демонструють квазіперіодичну зміну яскравості (як правило, невелику — 1 %-30 %), з періодами від десятків до тисяч секунд, обумовлену нерадіальними гравітаційними хвилями на поверхні білого карлика. Поділяються на три типи:
- ZZa (або DAV) — із водневими оболонками та спектральним класом DA (власне ZZ Кита);
- ZZb (або DBV) — із гелієвими атмосферами та спектральним класом DB (V777 Геркулеса);
- ZZo — із атмосферами, де домінуючими елементами є гелій, вуглець та кисень (GW Діви). Якщо бути точним, об'єкти цього типу не є білими карликами. 
Клас іноді поділяють на два підкласи: DOV та PNNV[3].

Спостереження пульсуючих білих карликів стало потужним засобом астросейсмології для перевірки теоретичних моделей білих карликів, вивчення рівняння стану речовини у білих карликах, визначення їхніх мас, періодів обертання та швидкостей ядерних реакцій, що відбуваються в їхніх надрах тощо. Важливим є те, що астросейсмологія пульсуючих білих карликів може багато розповісти щодо їхньої внутрішньої будови (як сейсмологія — щодо внутрішньої будови Землі).

## ZZa
Першим знайденим змінним білим карликом був HL Tau 76 (у 1965—1966, Арло Ландолт (Arlo U. Landolt) спостерігав його змінність із періодом приблизно 12,5 хвилин). На той час теорія передбачала пульсації білих карликів із меншими періодами (близько 10 секунд). Причина невідповідності полягала в тому, що в теорії розраховувався період радіальних пульсацій, а змінність білих карликів зумовлена нерадіальними пульсаціями гравітаційних хвиль. 1970 року було знайдено ще один білий карлик із таким типом змінності — Ross 548; 1972 року він отримав назву ZZ Кита, за якою наразі позначають весь клас цих об'єктів. Як з'ясувалося за допомогою спектральних спостережень, зорі типу ZZa мають водневі атмосфери. Їхні періоди лежать у межах від 30 секунд до 25 хвилин, ці зорі перебувають у вузькому діапазоні ефективних температур: між 11 100 та 12 500 K. Вимірювання швидкості змін періодів пульсацій із часом у зір класу ZZa є прямими вимірами часу охолодження водневого білого карлика, що, в свою чергу, дає незалежну оцінку віку галактичного диску.

## ZZb
1982 року розрахунки Вінжета (D. E. Winget) та його колег довели, що гелієві білі карлики (DB) із поверхневими температурами приблизно 19 000 K також мають демонструвати пульсації. Тоді Вінжет почав пошук таких зір і знайшов, що GD 358 був змінним білим карликом (його знайдено в огляді 1958—1970 років обсерваторії Ловела для пошуку зір із великим власним рухом у північній півкулі. Хоча цей об'єкт не мав великого власного руху, він привернув увагу типовими для білого карлика кольорами). Цікаво зазначити, що це був перший клас змінних зір, спочатку передбачений, а потім відкритий. 1985 року зоря отримала позначення V777 Геркулеса. Ці зорі мають ефективну температуру близько 25 000 K.

## ZZo
Третім було відкрито клас пульсуючих білих карликів, що отримав назву GW Діви. Його іноді поділяють на два підкласи: DOV та PNNV. Прототипом класу є зоря PG 1159—035. Ця зоря, до речі, є прототипом й іншого, «власного», класу — зір типу PG 1159. 1979 року було відкрито її змінність, а 1985 їй було надано назву GW Діви, якою тепер позначають також цілий клас об'єктів. Ці зорі не є білими карликами у строгому розумінні, вони займають проміжне положення між асимптотичним відгалуженням червоних гігантів та власне білими карликами на діаграмі Герцшпрунга-Рассела, тому їх іноді називають перед-білими карликами, підкреслюючи те, що вони ще не дійшли до відповідного місця на еволюційній діаграмі. Це дуже гарячі (температура поверхні між 75 000 K та 200 000 K) білі карлики, з атмосферами, в яких домінують гелій, вуглець та кисень. Вони можуть мати низьке значення прискорення вільного падіння на поверхні (log g ≤ 6,5). Передбачається, що ці зорі зрештою охолонуть і стануть білими карликами.
Періоди пульсацій GW Vir змінюються від 5 до 400 хвилин. Механізм збудження пульсацій довгий час залишався невідомим, проте згодом було доведено, що раніше запропонований механізм, який, здавалося б, не повинен працювати за наявності гелію, все-таки може реалізуватися.

## Нові дослідження
2008 року імовірно було знайдено ще один клас вуглецевих пульсуючих карликів (DQV, Патрік Дюфор (Patrick Dufour) та Джеймс Лєберт (James Liebert).
Новий тип теж спочатку було передбачено теоретично. Як випливає з теорії, вуглецеві білі карлики мають пульсувати при температурах, за яких їхні атмосфери є частково іонізованими. Спостереження на обсерваторії МакДональда за допомогою телескопа Струве зорі SDSS J142625.71+575218.3 виявили, що вона, можливо, є таким білим карликом. Якщо це підтвердиться, вона стане першим об'єктом цього класу. Зоря розташована на 10 градусів на північний схід від Міцара, відстань до неї оцінюють у 800 світлових років. Маса цього білого карлика приблизно дорівнює масі Сонця, а діаметр менше земного. Температура на поверхні приблизно 19 800 К, його яскравість у 600 разів менша за сонячну. Пульсації, що спостерігалися, мали амплітуду 2% від середнього значення потоку та період приблизно 8 хвилин.
Наразі ще достеменно не підтверджено, що механізм пульсацій саме такий, як було передбачено, можливі й інші механізми.